# Панов, Николай Афанасьевич
Николай Афанасьевич Панов (1917—1943) — капитан Рабоче-крестьянской Красной Армии, участник Великой Отечественной войны, Герой Советского Союза (1942).

## Биография
Родился 6 февраля 1917 года в посёлке Ирбитском Заводе (ныне — посёлок Красногвардейский Артёмовского муниципального округа Свердловской области). Окончил агрозоотехникум. В 1937 году Панов был призван на службу в Рабоче-крестьянскую Красную Армию. В 1940 году он окончил Чкаловское военное авиационное училище лётчиков. С начала Великой Отечественной войны — на её фронтах.
К сентябрю 1942 года гвардии капитан Николай Панов командовал звеном 5-го гвардейского бомбардировочного авиаполка 50-й авиадивизии АДД СССР. К тому времени он совершил 143 боевых вылета на бомбардировку скоплений боевой техники и живой силы противника, его важных объектов, вместе со своим экипажем сбил 3 самолёта противника.
Указом Президиума Верховного Совета СССР «О присвоении звания Героя Советского Союза начальствующему составу авиации дальнего действия Красной Армии» от 31 декабря 1942 года за «образцовое выполнение боевых заданий командования на фронте борьбы с немецкими захватчиками и проявленными при этом отвагу и геройство» удостоен высокого звания Героя Советского Союза с вручением ордена Ленина и медали «Золотая Звезда» за номером 774.
11 марта 1943 года Панов погиб в бою. Похоронен в братской могиле на Старом кладбище в Феодосии.
Был также награждён орденом Красного Знамени и рядом медалей.
В честь Панова названа улица в его родном посёлке.

## Примечания

Табличка на братской могиле, где похоронен Баранов.